# Communauté de communes de la Région de Cossé-le-Vivien
La communauté de communes de la Région de Cossé-le-Vivien est une ancienne communauté de communes française, située dans le département de la Mayenne et la région Pays de la Loire.

## Histoire
La communauté de communes est créée le 1er janvier 1994. Le 1er janvier 2015, elle fusionne avec les communautés de communes du Pays du Craonnais et de Saint-Aignan - Renazé pour former la communauté de communes du Pays de Craon.

## Composition
La communauté était composée de dix communes du canton de Cossé-le-Vivien et deux communes du canton de Saint-Berthevin, soit douze communes :
| Nom                     | Code Insee | Gentilé           | Superficie (km2) | Population (dernière pop. légale) | Densité (hab./km2) |
| ----------------------- | ---------- | ----------------- | ---------------- | --------------------------------- | ------------------ |
| Cossé-le-Vivien (siège) | 53077      | Cosséens          | 44,41            | 3 032 (2014)                      | 68                 |
| Astillé                 | 53011      | Astilléens        | 20,73            | 849 (2014)                        | 41                 |
| La Chapelle-Craonnaise  | 53058      | Capello-Craonnais | 10,32            | 335 (2014)                        | 32                 |
| Cosmes                  | 53075      | Cosméens          | 13,68            | 294 (2014)                        | 21                 |
| Courbeveille            | 53082      | Courbeveillais    | 18,02            | 644 (2014)                        | 36                 |
| Cuillé                  | 53088      | Cuilléens         | 21,66            | 908 (2014)                        | 42                 |
| Gastines                | 53102      | Gastinais         | 8,85             | 155 (2014)                        | 18                 |
| Laubrières              | 53128      | Laubertins        | 8,31             | 337 (2014)                        | 41                 |
| Méral                   | 53151      | Méralais          | 29,50            | 1 077 (2014)                      | 37                 |
| Quelaines-Saint-Gault   | 53186      | Quelainais        | 42,25            | 2 126 (2014)                      | 50                 |
| Saint-Poix              | 53250      | Paternais         | 7,38             | 402 (2014)                        | 54                 |
| Simplé                  | 53260      | Simpléens         | 9,10             | 420 (2014)                        | 46                 |

## Administration
| Période      | Période       | Identité       | Étiquette | Qualité                  |
| ------------ | ------------- | -------------- | --------- | ------------------------ |
| janvier 1994 | avril 2001    | Michel Doreau  |           | Maire de Cossé-le-Vivien |
| avril 2001   | décembre 2014 | Claude Boiteux |           | Maire de Saint-Poix      |